# Tintilinić
Tintilinić (Pimpilić, Tintilin ili Malik) je lik u hrvatskom folkloru. Najčešće je opisan kao demon, dijete s crvenom kapicom ili izgubljena duša nekrštenog djeteta.
Tintilinić se najčešće pojavljuje u primorskim krajevima i kod Gradišćanskih Hrvata u Austriji. Ivana Brlić-Mažuranić je populizirala lik Tintilinića u svojoj pripovijetci Šuma Striborova iz zbirke pripovijetki Priče iz davnine.